# 獅子山隧道公路
獅子山隧道公路（英語：Lion Rock Tunnel Road）是香港的一條主幹道，連接九龍塘至沙田。該公路可以分為3部份：九龍部份（窩打老道至獅子山隧道九龍出入口一小段）、隧道（即獅子山隧道）及新界部份（獅子山隧道收費廣場至大埔公路大圍段）。除了新界沙田路至大埔公路大圍段的一小段（即獅子橋）外，其餘都是1號幹線的一部份。由於九龍部份的長度只有約100米，一般人提及此公路時，通常是單指新界段。

## 歷史
早在戰後的1950年代，已經有意見建議興建「沙九公路」通往由沙田通往九龍。該擬建公路走線與今天的獅子山隧道公路頗爲類同，可以被視爲此公路的設計藍本，據1951年出版的《新界指南》，有以下關於沙九公路的描述：
沙九公路——由沙田作壆坑面前起，直通九龍，該路乃由逕口村山背後透過各山而達九龍者，路程約有八英哩。
去到1960年代香港發生旱災，香港政府在分隔九龍和新界的山脈鑿通食水輸送管連接船灣淡水湖及市區，順道建成一條可容納兩條行車道及三條大水管的隧道。獅子山隧道公路於1964年9月動工，並於1967年11月14日通車，即首條獅子山隧道（現時獅子山隧道的南行管道），是全港首條行車隧道。獅子山隧道公路於同日通車，以連接隧道與九龍市區及沙田的道路。

## 獅子橋
獅子橋是沙田區跨越城門河兩岸的行車橋之一，屬獅子山隧道公路一部份。

## 交匯道路

### 非1號幹線路段
- 大涌橋路
- 車公廟路
- 文林路
- 沙田正街
- 大埔公路

### 1號幹線路段
| 獅子山隧道公路                                                             | 獅子山隧道公路 | 獅子山隧道公路                                          |
| -------------------------------------------------------------------------- | -------------- | ------------------------------------------------------- |
| 北行                                                                       | 出口編號       | 南行                                                    |
| 連接沙田正街、大埔公路 - 大圍段                                            |                |                                                         |
| 獅子山隧道公路終點                                                         |                | 獅子山隧道公路起點                                      |
| 大圍、九龍（西） 、沙田市中心、荃灣 沙田正街、大埔公路 - 大圍段 、青沙公路 | 不適用         | 不適用                                                  |
| 香港文化博物館、沙田（大圍）診所、文禮閣 文林路、文禮路                    | 不適用         | 香港文化博物館、沙田（大圍）診所、文禮閣 文林路、文禮路 |
| 車公廟、大圍、乙明邨、曾大屋 車公廟路、大涌橋路                            | 不適用         | 車公廟、大圍、乙明邨、曾大屋 車公廟路、大涌橋路         |
| 獅子山隧道公路 部分終點 連接沙田路                                         |                | 匯合沙田路 獅子山隧道公路 部分起點                      |
| 沙田市中心、荃灣 大涌橋路、車公廟路                                        | 11A            | 不適用                                                  |
| 隔田村 隔田村南軒路                                                        | 未有編號       | 不適用                                                  |
| 大圍、九龍（西） 、荃灣 紅梅谷路                                           | 11             | 大圍、九龍（西） 紅梅谷路                               |
| 獅子山隧道                                                                 |                |                                                         |
| 不適用                                                                     | 10B            | 黃大仙、觀塘、香港（東） 龍翔道東行                     |
| 獅子山隧道公路起點                                                         |                | 獅子山隧道公路終點                                      |
| 連接窩打老道                                                               |                |                                                         |